# Чемпіонат світу з хокею із шайбою 2012 (жінки)
Чемпіонат світу з хокею із шайбою 2012 (жінки) — 14-й чемпіонат світу з хокею із шайбою ІІХФ, який проходив у США з 7 по 14 квітня 2012 року. Матчі відбувалися у місті Берлінгтон.

## Попередній раунд

### Група А
| М  | Збірна    | І | В | ВО | ПО | П | Ш     | О | США    | Канада | Фінляндія | Росія  |
| -- | --------- | - | - | -- | -- | - | ----- | - | ------ | ------ | --------- | ------ |
| 1. | США       | 3 | 3 | 0  | 0  | 0 | 29:2  | 9 |        | 9 - 2  | 11 - 0    | 9 - 0  |
| 2. | Канада    | 3 | 2 | 0  | 0  | 1 | 19:12 | 6 | 2 - 9  |        | 3 - 2     | 14 - 1 |
| 3. | Фінляндія | 3 | 1 | 0  | 0  | 2 | 7:18  | 3 | 0 - 11 | 2 - 3  |           | 5 - 4  |
| 4. | Росія     | 3 | 0 | 0  | 0  | 3 | 5:28  | 0 | 0 - 9  | 1 - 14 | 4 - 5     |        |

### Група В
| М  | Збірна     | І | В | ВО | ПО | П | Ш   | О | Швейцарія | Швеція     | Німеччина  | Словаччина |
| -- | ---------- | - | - | -- | -- | - | --- | - | --------- | ---------- | ---------- | ---------- |
| 1. | Швейцарія  | 3 | 2 | 0  | 0  | 1 | 7:6 | 6 |           | 3 - 2      | 2 - 3      | 2 - 1      |
| 2. | Швеція     | 3 | 1 | 1  | 0  | 1 | 9:5 | 5 | 2 - 3     |            | 2 - 1 (ОТ) | 5 - 1      |
| 3. | Німеччина  | 3 | 1 | 0  | 1  | 1 | 6:8 | 4 | 3 - 2     | 1 - 2 (ОТ) |            | 2 - 4      |
| 4. | Словаччина | 3 | 1 | 0  | 0  | 2 | 6:9 | 3 | 1 - 2     | 1 - 5      | 4 - 2      |            |

## Втішний раунд
- 11 квітня  Німеччина —  Словаччина 2:1 Б (0:1, 1:0, 0:0, 0:0, 1:0)
- 13 квітня  Словаччина —  Німеччина 1:3 (0:1, 0:1, 1:1)

## Фінальний раунд

### Чвертьфінали
- 11 квітня  Росія —  Швейцарія 2:5 (1:2, 1:3, 0:0)
- 11 квітня  Фінляндія —  Швеція 2:1 (2:0, 0:0, 0:1)

### Півфінали
- 13 квітня  Канада —  Фінляндія 5:1 (2:0, 1:1, 2:0)
- 13 квітня  США —  Швейцарія 10:0 (3:0, 3:0, 4:0)

### Матч за 3-є місце
- 14 квітня  Швейцарія —  Фінляндія 6:2 (2:2, 1:0, 3:0)

### Фінал
- 14 квітня  США —  Канада 4:5 OT (1:1, 2:2, 1:1, 0:1)

## Підсумкова таблиця
|   | Канада     |
|   | США        |
|   | Швейцарія  |
| 4 | Фінляндія  |
| 5 | Швеція     |
| 6 | Росія      |
| 7 | Німеччина  |
| 8 | Словаччина |

## Бомбардири
| Гравець           | І | Г | П | О  | +/− | ШХ |
| ----------------- | - | - | - | -- | --- | -- |
| Монік Ламур'є     | 5 | 7 | 7 | 14 | +9  | 6  |
| Келлі Стек        | 5 | 5 | 8 | 13 | +6  | 2  |
| Бріанна Декер     | 5 | 4 | 6 | 10 | +13 | 6  |
| Аманда Кессель    | 5 | 3 | 7 | 10 | +9  | 0  |
| Гейлі Вікенгайзер | 5 | 3 | 7 | 10 | +4  | 4  |
| Кендалл Койн      | 5 | 4 | 5 | 9  | +10 | 0  |
| Жослін Ламур'є    | 5 | 4 | 5 | 9  | +7  | 8  |
| Каролін Уеллетт   | 5 | 4 | 5 | 9  | +6  | 6  |
| Джейна Геффорд    | 5 | 3 | 6 | 9  | +7  | 4  |
| Джиджі Марвін     | 5 | 3 | 6 | 9  | +4  | 2  |

Джерело: IIHF.com [Архівовано 4 березня 2016 у Wayback Machine.]

## Найкращі воротарі
| Гравець          | ЧНЛ    | КД  | ГП | СП   | %ВК   | ША |
| ---------------- | ------ | --- | -- | ---- | ----- | -- |
| Сара Гран        | 120:01 | 54  | 3  | 1.50 | 94.44 | 0  |
| Флоренс Шеллінг  | 228:23 | 183 | 14 | 3.68 | 92.35 | 0  |
| Зузана Томчикова | 304:43 | 177 | 14 | 2.76 | 92.09 | 0  |
| Кім Мартін       | 179:48 | 60  | 5  | 1.67 | 91.67 | 0  |
| Віона Гаррер     | 185:00 | 82  | 7  | 2.27 | 91.46 | 0  |

Джерело: IIHF.com [Архівовано 4 березня 2016 у Wayback Machine.]

## Нагороди
Найкращі гравці, обрані дирекцією ІІХФ
- Найкращий воротар:  Флоренс Шеллінг
- Найкращий захисник:  Єні Гійрікоскі
- Найкращий нападник:  Келлі Стек

Найкращі гравці, обрані ЗМІ
- Найкращий воротар:  Флоренс Шеллінг
- Найкращі захисники:  Джиджі Марвін —  Лора Фортіно
- Найкращі нападники:  Монік Ламур'є —  Келлі Стек —  Гейлі Вікенгайзер